# Лазерен принтер
Лазерният принтер е вид принтер, позволяващ бързо отпечатване на текст и графика върху хартия. Подобно на копирните машини при него се използва ксерографски процес, като разликата е, че формирането на изображението става като лазерният лъч сканира непосредствено фоточувствителния елемент на принтера.
Основните качествени характеристики на лазерните принтери са:
1. Разделителна способност – измерва се в точки на инч, достига от 300/300 до 1200/1200;
2. Скорост на отпечатване.